# Karnyothrips melaleucus
Karnyothrips melaleucus är en insektsart som först beskrevs av Bagnall 1911.  Karnyothrips melaleucus ingår i släktet Karnyothrips och familjen rörtripsar. Inga underarter finns listade i Catalogue of Life.